# Álvaro Neto
Álvaro Manuel de Boavida Neto (* 18. August 1959) ist ein angolanischer Politiker der Volksbewegung zur Befreiung Angolas (MPLA), der unter anderem Provinzgouverneur war und seit 2022 Mitglied der Nationalversammlung ist.

## Leben
Álvaro Manuel de Boavida Neto absolvierte ein Lehramtsstudium, welches er mit einem Lizenziat (Licenciatura em Pedagogia) beendete, und war danach als Schullehrer tätig. Als Nachfolger von Salomão Xirimbimbi wurde er 2002 Gouverneur der Provinz Namibe und bekleidete dieses Amt bis 2009, woraufhin Cândida Celeste da Silva seine Nachfolge antrat. Im Anschluss übernahm er 2009 wiederum von Cândida Celeste da Silva den Posten als Gouverneur der Provinz Bié und hatte dieses Amt bis zu seiner Ablösung durch Pereira Alfredo 2017 inne. Er war zeitweise auch Erster Sekretär des Parteikomitees der Volksbewegung zur Befreiung Angolas (MPLA Movimento Popular de Libertação de Angola) in den Provinzen Namibe und Bié.
Am 16. September 2022 wurde Neto für die nationale Liste der MPLA Mitglied der Nationalversammlung (Assembleia Nacional) und ist derzeit Mitglied des Ausschusses für Verteidigung, Sicherheit, innere Ordnung, ehemalige Kombattanten und Veteranen des Heimatlandes.

## Weblink
- Álvaro Manuel de Boavida Neto. Nationalversammlung, abgerufen am 18. Mai 2025 (portugiesisch).

| Personendaten    | Personendaten                                       |
| ---------------- | --------------------------------------------------- |
| NAME             | Neto, Álvaro                                        |
| ALTERNATIVNAMEN  | Neto, Álvaro Manuel de Boavida (vollständiger Name) |
| KURZBESCHREIBUNG | angolanischer Politiker (MPLA)                      |
| GEBURTSDATUM     | 18. August 1959                                     |